# Georges Mercure
Georges Mercure (* 19. Juni 1905 in Drummondville/Québec; † 24. August 1993 in Montreal) war ein kanadischer Benediktinermönch und Prior der Abbaye de Saint-Benoît-du-Lac, Gregorianik-Experte, Organist, Chorleiter und Komponist.

## Leben und Wirken
Mercure zeigte schon früh musikalische Begabung. Er hatte Klavierunterricht bei Arthur Letondal in Montreal und arbeitete als Stummfilmpianist. 1923 trat er in das Benediktinerkloster von Saint-Benoît-du-Lac ein. Er setzte seine musikalische Ausbildung an der Schola Cantorum in Paris fort und studierte gregorianischen Gesang in den Abteien von Solesmes und St. Wandrille.
Nach seiner Rückkehr nach Kanada gründete er in der Abtei Saint-Benoît-du-Lac einen Chor, mit dem er mehrere Schellackplatten aufnahm. 1937 veröffentlichte er Rythmique grégorienne.  1944 wurde Mercure zum Prior von Saint-Benoît-du-Lac gewählt.
Auf einer zweiten Frankreichreise hatte er Gelegenheit, Kontrapunkt und Komposition bei Nadia Boulanger zu studieren. Er nahm dann weitere Platten mit dem Chor seines Klosters auf und veröffentlichte 1958 Polyphonie grégorienne. Nach dem Zweiten Vatikanischen Konzil begann er, das gregorianische Repertoire in die französische Sprache zu übersetzen und komponierte ab 1967 in fünfzehn Bänden die Psalmen, Hymnen und Lieder für die Stundengebete. Zudem komponierte er liturgische Musik zu den Sakramenten und Responsorien. 1978 setzte er sich in Montreal zur Ruhe.